# Strumigenys ulcerosa
Strumigenys ulcerosa är en myrart som beskrevs av Brown 1954. Strumigenys ulcerosa ingår i släktet Strumigenys och familjen myror. Inga underarter finns listade i Catalogue of Life.